# Ferrite de baryum
Ne doit pas être confondu avec Ferrate de baryum.
Le ferrite de baryum (en abrégé : BaFe ou BaM), est le composé chimique de formule BaFe12O19 (BaO : 6 Fe2O3). Ce matériau et les ferrites associés sont des composants des cartes à piste magnétique (en) et des aimants de haut-parleurs.
Le BaFe est décrit comme suit : Ba2+Fe3+12O2−19. Les ions Fe3+ sont couplés ferrimagnétiquement, et une maille élémentaire de BaM a un moment magnétique net de 40 μB. Ce domaine de la technologie est généralement considéré comme une application des domaines connexes de la science des matériaux et de la chimie de l'état solide.
Le ferrite de baryum est un matériau hautement magnétique, a une densité élevée, et est un oxyde mixte métallique. Des études sur ce matériau remontent au moins à 1931 et ont trouvé des applications dans les pistes de cartes magnétiques, les haut-parleurs et les bandes magnétiques. Un domaine en particulier dans lequel il a connu du succès est le stockage de données à long terme ; le matériau est magnétique, résistant aux changements de température, à la corrosion et à l’oxydation.

## Structure chimique et fabrication
Les centres Fe3+, avec une configuration d5 à haut spin, sont couplés ferrimagnétiquement,.
Il existe une famille de "ferrites hexagonales" utiles industriellement, contenant également du baryum. En contraste avec la structure spinelle habituelle, ces matériaux possèdent une structure d'oxydes hexagonale compacte. De plus, certains des centres oxygène sont replacés par des ions Ba2+. Les formules de ces composés comprennent BaFe12O19, BaFe15O23 et BaFe18O27.
Un procédé hydrothermal en une étape peut être utilisé pour produire des cristaux de ferrite de baryum, en mélangeant du chlorure de baryum, du chlorure ferreux, du nitrate de potassium et du hydroxyde de sodium avec un rapport de concentration de 2:1 entre l'hydroxyde et le chlorure. Des nano-particules sont préparées à partir de nitrate ferrique, de chlorure de baryum, de citrate de sodium et d'hydroxyde de sodium. Cependant, la préparation typique se fait en calcinant du carbonate de baryum avec de l'oxyde de fer(III) :
BaCO3  +  6 Fe2O3 {\displaystyle {\ce {->[{\text{Δ}}]}}} BaFe12O19  +  CO2

## Propriétés
Le ferrite de baryum a été envisagé pour le stockage de données à long terme. Le matériau s’est avéré résistant à un certain nombre de contraintes environnementales différentes, notamment l’humidité et la corrosion. Parce que les ferrites sont des oxydes, elles ne peuvent pas être oxydées davantage. C’est l’une des raisons pour lesquelles les ferrites sont si résistantes à la corrosion. La ferrite de baryum s’est également avérée résistante à la démagnétisation thermique, un autre problème courant avec le stockage à long terme. La température de Curie est d’environ 450 °C (723 K).
Lorsque la température des aimants en ferrite de baryum augmente, leur forte coercivité intrinsèque s’améliore, c’est ce qui les rend résistants à la démagnétisation thermique. Les aimants en ferrite sont le seul type d’aimants qui deviennent nettement plus résistants à la démagnétisation à mesure que la température augmente. Cette caractéristique de la ferrite de baryum en fait un choix populaire dans les conceptions de moteurs et de générateurs, ainsi que dans les applications pour haut-parleurs. Les aimants en ferrite peuvent être utilisés à des températures allant jusqu’à 300 °C, ce qui les rend parfaits pour être utilisés dans les applications mentionnées ci-dessus. Les aimants en ferrite sont de très bons isolants et ne permettent à aucun courant électrique de les traverser et ils sont cassants, ce qui montre leurs caractéristiques céramiques. Les aimants en ferrite ont également de bonnes propriétés d’usinage, ce qui permet de couper le matériau dans de nombreuses formes et tailles.